# Nyctemera proletaria
Nyctemera proletaria är en fjärilsart som beskrevs av Embrik Strand 1909. Nyctemera proletaria ingår i släktet Nyctemera och familjen björnspinnare. Inga underarter finns listade i Catalogue of Life.